# Bùi Tường Phong
Bui Tuong Phong (Idioma vietnamita: Bùi Tường Phong, 1942–1975) fue un investigador y pionero vietnamita, que desarrolló sus estudios en el campo de la computación gráfica. 
El Dr. Phong desarrolló el modelo de reflexión de Phong y el Sombreado de Phong, un método de interpolación, dos técnicas ampliamente utilizadas en la industria de los gráficos por computadora. Bui Tuong publicó la descripción de los algoritmos en su tesis doctoral en 1973, en la Universidad de Utah, y un artículo de 1975.
Murió en 1975 de leucemia en etapa terminal. Sabía que la tenía cuando era estudiante. 